# مفعول آبني
مفعول آبني هي ظاهرة يحدث فيها انزياح لون الخط الطيفي بإضافة اللون الأبيض له، إذ يبدو لونه للعين منزاحا للأحمر في حالة ما كان طول موجة الخط أقل من 570 نانومتر، في حين يبدو للعين منزاحا نحو الأزرق إذا كان طول موجة الخط أكثر من ذلك (أي أكثر من 570 نانومتر).

مفعول (تأثير) آبني

أول من أعلن عن هذا القانون كان هو المهندس والعالم البريطاني ويليام دو ويفلسلي آبني وذلك سنة 1886، لذلك سٌمي على اسمه مفعول آبني. وينص القانون على:
«إذا كان هناك منبهان لهم اللونين A وB ولهم نفس الإضاءة، وإذا كان هناك منبهان آخران X وY لهما نفس الإضاءة أيضا، فإن خلط كل من A وX ثم B وY يٌعطي نفس إضاءة اللون»
بالنسبة للألوان، فإن قانون الخطية المقترح من طرف آبني يٌطبق على كل مٌكون ضمن قوانين جراسمان، وبدون هذا القانون فإن القياس الضوئي وقياس الألوان يٌصبح صعبا جدا ومعقد، هذا وقد برهنت الأبحاث الأخيرة أن مفعول آبني هو تقريبي فقط.

## حساب الضوء
بالنسبة لطول الموجة الضوئية في الفراغ، فإن خارج قسمة المقدار الفزيائي الإشعاعي على المقدار الضوئي هو معامل ثابت غير متغير، كيفما كانت قياسات المقادير السابقة.
بتطبيق الاشتقاق في مجال الرؤية، يٌمكن أن يٌعبر مفعول آبني عن إضاءة اللون
Lv
وذلك بالعلاقة التالية:
{\displaystyle L_{v}=f\left(K_{m}\int _{0}^{\infty }F_{e,\lambda }\cdot V(\lambda )\,\mathrm {d} \lambda \,\right)}

## حدود تطبيق القانون
أكد آبني على صحة قانونه، وذلك من خلال إمكانية حساب معظم القياسات الضوئية وكذلك قياسات الألوان من خلال نظرية هرمان فون هلمهولتز.
الأبحاث الجارية من أجل التيقن والتحقق من مفعول آبني أكدت على أنه توجد بعض الشكوك حول إمكاينة تطبيق هذا المفعول في مجال الرؤية البشري، كما أكدت أيضا على صعوبة تطبيقها في بعض طرق التعليل، هذا بالإضافة إلى أن هذا المفعول غير صحيح عند مقارنات الرؤية.